# Fjällskråpsmal
Fjällskråpsmal, Scrobipalpopsis petasitis är en fjärilsart som beskrevs av Fr. Pfaffenzeller 1866. Fjällskråpsmal ingår i släktet Scrobipalpopsis och familjen stävmalar, Gelechiidae. Enligt den finländska rödlistan är arten starkt hotad i Finland. Arten är reproducerande i Sverige. Artens livsmiljö är rikkärr. Inga underarter finns listade i Catalogue of Life.